# Baligham
Baligham (ou Bali Gham) est un village de l'arrondissement (commune) de Santa, département du Mezam, Région du Nord-Ouest du Cameroun. C'est aussi le siège d'une chefferie traditionnelle de 2e degré.

## Population
Il est composé des populations venues du Nord, les Chambas, et de l'Ouest, les Bamilékés. La chefferie est assurée par les Chambas. En 2012, Elvis Samkit Gahyam II devient le nouveau chef (gah) de Baligham.
Lors du recensement de 2005, on y a dénombré 6 642 habitants.